# حديقة سوفيفكا
حديقة سوفييفسكي (بالأوكرانية: Софийвский парк؛ بالبولندية: Park Zofiówka) هي مشجر (نوع من الحدائق النباتية) ومعهد بحث علمي تابع للأكاديمية الوطنية للعلوم في أوكرانيا (قسم الأحياء في ناسو). تقع الحديقة في الجزء الشمالي من مدينة أومان، أوبلاست تشيركاسي (وسط أوكرانيا)، بالقرب من نهر كاميانكا. تذكرنا بعض مناطق الحديقة بالحديقة الإنجليزية. تعد الحديقة حالياً مكاناً ترفيهياً شهيراً، حيث يزورها سنوياً 50,0000 زائر.
تعتبر سوفيفكا معلماً خلاباً لتصميم البستنة العالمي في بداية القرن التاسع عشر. تضم الحديقة أكثر من 2000 نوع من الأشجار والأغصان (المحلية والغريبة) من بينها التاكسوديوم (السرو المستنقعي)، وصنوبر ويموث، والتوليب، والدلب، والجنكة، وغيرها الكثير.
تولى إيفان كوسينكو إدارة الحديقة منذ 1980، وهو عضو مراسل أكاديمية العلوم، وحاصل على دكتوراه في العلوم البيولوجية. في 1985، سُمي الكوكب الصغير رقم 2259 باسم «سوفيفكا» على اسم هذه الحديقة.

## تاريخها

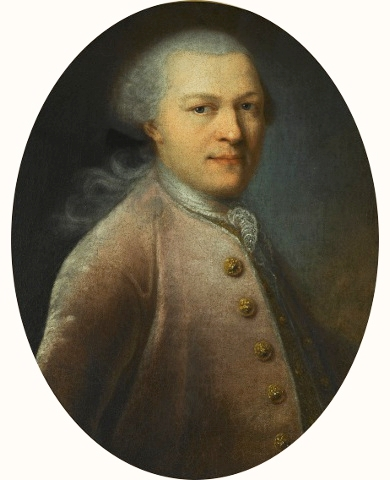
ستانيسلاف شتشيسني بوتوكي

تأسست حديقة المناظر الطبيعية الإنجليزية في 1796 على يد الكونت ستانيسلاف سزيسني بوتوكي، وهو نبيل بولندي أعاد بناء أومان بعد انتفاضة الفلاحين. كانت مدينة أومان في ذلك الوقت جزءاً من الإمبراطورية الروسية. سُميت الحديقة على اسم زوجته اليونانية صوفيا. لقد كانت هدية من ستانيسلاف بوتوكي لزوجته في عيد ميلادها.
وقدرت تكلفة الحديقة الأصلية بنحو 15 مليون زلوتي، وهي ثروة بالمعايير المعاصرة. وكان المقاول الرئيسي هو لودفيك ميتزل، وهو مهندس عسكري بولندي استورد العديد من النباتات النادرة من جميع أنحاء أوروبا. لقد وظف الأقنان المحليين كقوة عمل رئيسية له. كانت أرض الحديقة غير مطورة إلى حد كبير وبها العديد من الوديان ويقسمها نهر كاميانكا. يقع الجزء الرئيسي للحديقة على ضفاف النهر نفسه مع سلسلة من الأحواض الاصطناعية والبرك (8 هكتارات علوية، و1.5 هكتار سفلي، وغيرها)، وشلالات (يبلغ أعلاها 14 م)، وأهوسة، ونهر جوفي باسم آشيرون (طوله 224 م)، ونوافير، إلخ. كما تشرف حفل افتتاحها بحضور ستانيسواف تريمبيكي، الذي كتب قصيدة تمدح الحديقة والتي تحمل الاسم نفسه. زُينت الحديقة بعدد من المنحوتات معظمها أثرية، بالإضافة إلى المنحدرات الاصطناعية والكهوف وشرفات المراقبة. صودرت الحديقة من ملكيتها الخاصة بعد انتفاضة نوفمبر البولندية في 1832 ونُقلت ملكيتها إلى غرفة كييف الرسمية. في نفس العام قدم نيكولاي الأول الحديقة لزوجته ألكسندرا فيودوروفنا. في الفترة ما بين 1836-1859، كانت الحديقة ملكاً لإدارة المستوطنات العسكرية وتغيرت جذرياً.
وهي تعتبر واحدة من الإبداعات الفنية المشهورة عالمياً في الحدائق. يوجد في الحديقة العديد من المناطق الخلابة منها الشلالات والنوافير والبرك والحديقة الحجرية. وهي أحد أشهر الأمثلة على تصميم الحدائق ذات المناظر الطبيعية الأوروبية في أواخر القرن الثامن عشر أو أوائل القرن التاسع عشر والتي حوفظ عليها حتى الوقت الحاضر.
اُختيرت حديقة سوفييفسكي كواحدة من عجائب أوكرانيا السبع في 21 أغسطس 2007، بناءً على تصويت الخبراء ومجتمع الإنترنت.

## وصلات خارجية
- الموقع الرسمي
- Map of Sofiyivsky park in Uman - very detailed 3D map of park Sofievka from www.mapofukraine.net
- History of Park
- باللغة البولندية Zofiówka in the Geographical Dictionary of the Kingdom of Poland (1895)